# Abax constrictus
Abax constrictus är en skalbaggsart som beskrevs av Thomas Say 1823. Abax constrictus ingår i släktet Abax och familjen jordlöpare. Inga underarter finns listade i Catalogue of Life.